# 포울 리스크누센

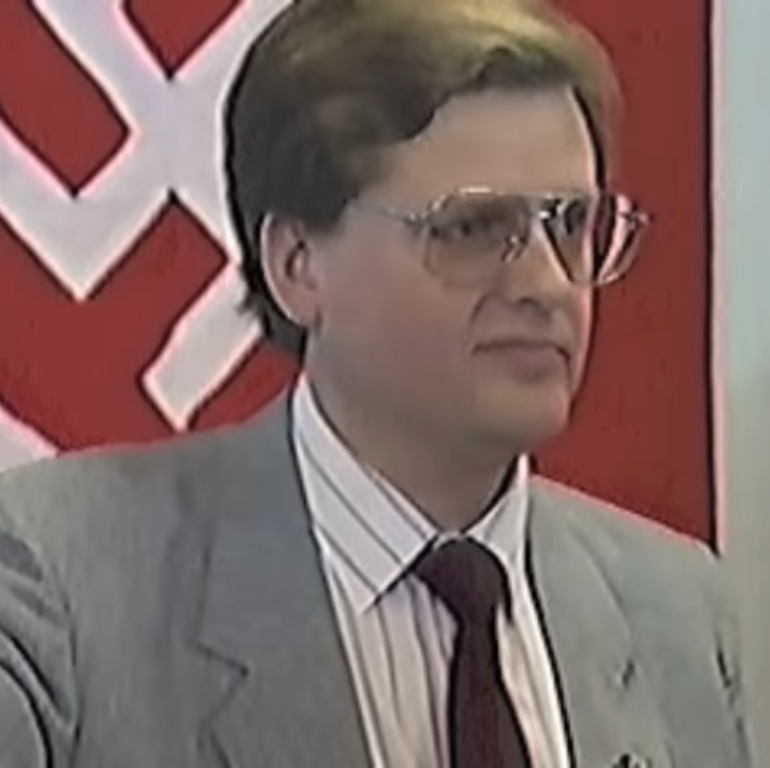

포울 리스크누센(Povl Riis-Knudsen, 1950년 ~ )은 덴마크의 정치인이다. 신나치주의 국제 조직인 국가사회주의자 세계 연합(World Union of National Socialists)에 가입하면서부터 신나치주의에 심취했다. 저서인 《국가사회주의: 좌파 운동》(1984년), 《국가사회주의: 생물학적인 세계에 관한 관점》(1987년)을 집필했다.